# Austrolestes minjerriba
Austrolestes minjerriba е вид водно конче от семейство Lestidae. Видът е застрашен от изчезване.

## Разпространение
Разпространен е в Австралия (Куинсланд и Нов Южен Уелс).